# Бушвик (фильм)
«Бушвик» (англ. Bushwick) — американский триллер-боевик 2017 года, режиссёров Кэри Мернион и Джонатана Милотта. Премьера ленты состоялась 21 января 2017 на кинофестивале «Сандэнс». Фильм был отобран для участия в Двухнедельнике режиссёров на 70-й Каннском международном кинофестивале (2017).

## Сюжет
Штат Техас намерен выйти из состава США. По этому поводу в Нью-Йорке проходят переговоры, и город превращается в зону военных действий. Простая нью-йоркская девушка Люси объединяется с бывшим морским пехотинцем, чтобы пересечь пять кварталов Бруклинского района Бушвик и спрятаться у бабушки.

## В ролях
- Дэйв Батиста — Ступ
- Бриттани Сноу — Люси
- Анджелик Замбрана — Белинда
- Джефф Лима — Грегори
- Пако Лозано — священник
- Кристиан Наварро — Эдуардо

## Производство
4 марта 2015 года было объявлено, что Кэри Мернион и Джонатан Милотта собираются снять фильм «Бушвик», основанном на сценарии Ника Дамичи и Грэхэма Резника. Джейн Леви была выбрана на роль Люси. 9 сентября 2015 года на роль ветерана войны был выбран Дэйв Батиста. 4 ноября 2015 года Бриттани Сноу заменила Леви в роли Люси.
Саундтрек к фильму был составлен музыкантом и продюсером Aesop Rock.

### Съёмки
Основные съёмки начались в начале декабря 2015 года в Бруклине, Нью-Йорк.

## Критика
Фильм получил смешанные отзывы кинокритиков. На сайте Rotten Tomatoes фильм имеет рейтинг 44 % на основе 59 рецензий со средним баллом 5,3 из 10. На сайте Metacritic фильм имеет оценку 44 из 100 на основе 24 рецензий критиков, что соответствует статусу «смешанные или средние отзывы».